# James Carpinello
James Anthony Carpinello (* 13. srpna 1975 Albany, New York, USA) je americký herec.

## Herecká kariéra
V roce 1997 vystudoval Carnegie Mellon University a přestěhoval se do Los Angeles, aby hrál v divadelní verzi Rocky Horror Picture Show. Od roku 1998 působil v New Yorku, nejprve v divadelní hře Stupid Kids, posléze na Broadwayi v muzikálu Saturday Night Fever (1999–2000). Měl účinkovat v broadwayském muzikálu Hairspray (premiéra 2002), ale kvůli natáčení filmu 6. batalion musel tuto divadelní produkci během zkoušek opustit. Později se na Broadwayi ještě představil v muzikálech Xanadu (2007–2008) a Rock of Ages (2009). V televizi debutoval v roce 2000 epizodní rolí v seriálu Felicity, ve filmu se poprvé představil ve snímku Kat (2004). Hlavní role ztvárnil v seriálech So Notorious (2006) a Doktorka podsvětí (2012–2013), ve větších rolích se objevil rovněž v seriálech Dobrá manželka, Gotham, Černá listina, X-Men: Nová generace a The Enemy Within. Kromě snímků Kat a 6. batalion hrál také ve filmech Gangster Squad – Lovci mafie, Let's Kill Ward's Wife (tento snímek i produkoval) a Bitva u Midway.

## Osobní život
James Carpinello je synem Anthonyho Carpinella, soudce Nejvyššího soudu státu New York, a jeho manželky Sharon, státní úřednice pro duševní zdraví. Má o čtyři roky mladší sestru Amy.
Dne 25. dubna 2003 si v kalifornském údolí Napa Valley vzal herečku Amy Acker. Žijí spolu v Los Angeles a mají syna Jacksona (* 2005) a dceru Avu (* 2006).